# Jómei
Jómei (japonsky 用明天皇, Jómei-tennō, 540– 21. května 587) byl třicátý první císař Japonska v souladu s tradičním pořadím posloupnosti. Vládl od roku 585 do své smrti v roce 587.
V kronice Kodžiki se jeho jméno objevuje v podobě Tačibana no Tojohi no Mikoto (橘豊日尊). Bývá rovněž uváděn jako princ Óe (大兄皇子, Óe no Miko) či princ Ikebe (池辺皇子, Ikebe no Miko) podle paláce, v němž žil. Na Chryzantémový trůn usedl po smrti svého nevlastního bratra císaře Bidacua.
Jómeiův titul by dnes nezněl tennó, neboť, jak se mnozí historikové domnívají, tento titul byl zaveden až za vlády císaře Temmu a císařovny Džitó. Spíš by zněl Sumeramikoto či Amenošita Širošimesu Ókimi (治天下大王), což znamená „velký král vládnoucí všemu pod nebesy“. Mohl by také být nazýván ヤマト大王/大君 neboli „velký král dynastie Jamato“.
Místo, kde byl císař Jómei pohřben, není známé. Císař je proto tradičně uctíván v pamětní šintoistické svatyni (misasagi) v Ósace. Úřad pro záležitosti japonského císařského dvora stanovil toto místo jako císařovo mauzoleum, takže nese formální jméno Kóči no Šinaga no hara no misasagi.

## Životopis

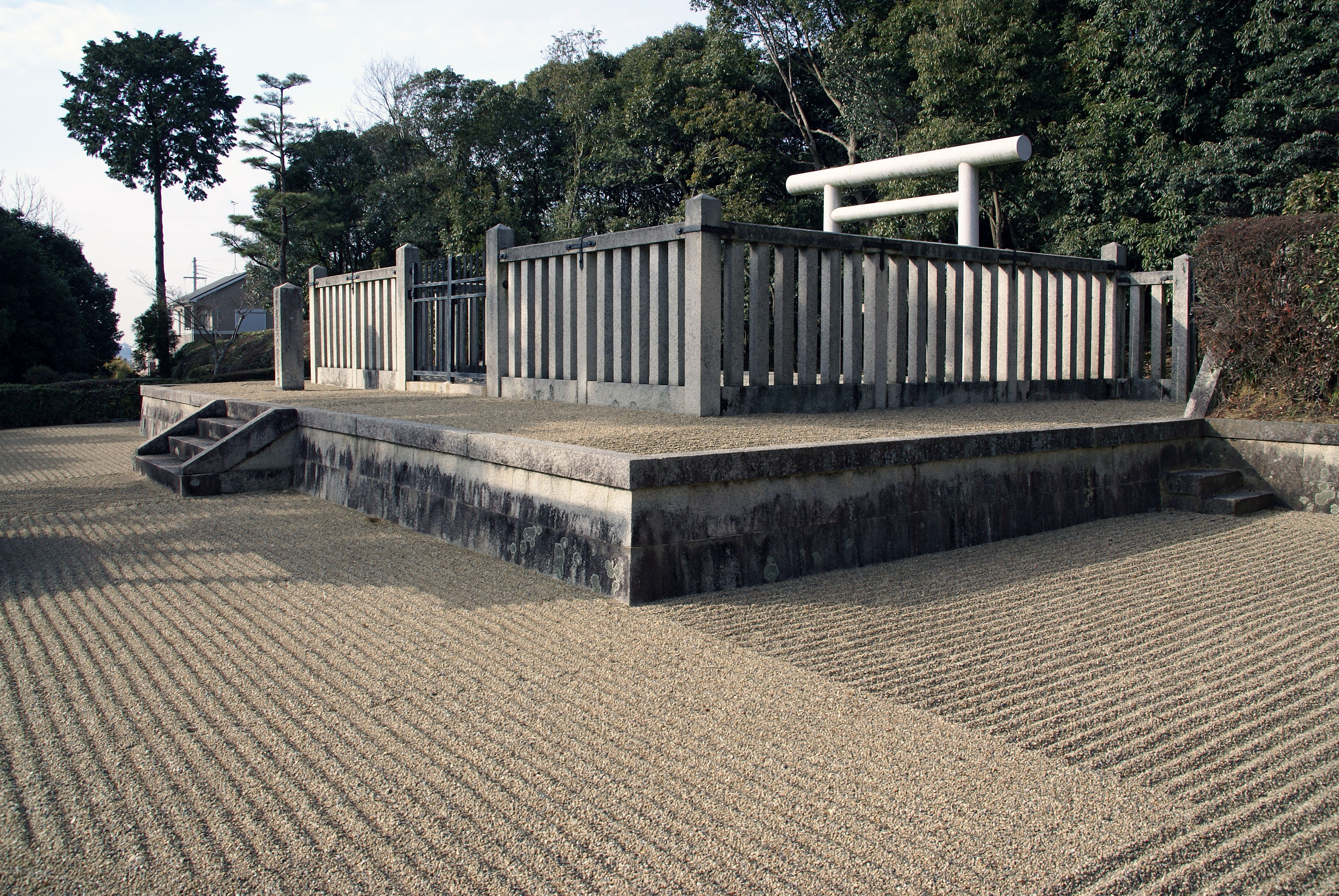
Pamětní šintoistická svatyně a mauzoleum, kde je císař Jómei tradičně uctíván.

Císař Jómei byl čtvrtým synem císaře Kinmeie, jeho matkou byla císařovna Hirohime, dcera hlavy rodu Sogů, Inameho Sogy.
Roku 585 zemřel ve 14. roce své vlády císař Bidacu a následnictví přešlo na jeho mladšího bratra. Nedlouho poté usedl císař Jómei údajně na trůn. Vlivní dvořané z Bidacuovy doby, Morija Mononobe, známý též jako Mononobe Juge no Morija no Muradži nebo Ó-muradži Juge no Morija, a Umako Soga, též Soga Umako no Sukune, zůstali i za Jómeiovy vlády ve svých funkcích. Umako Soga byl synem Inameho Sogy, a tedy jedním z císařových bratranců.
V roce 586 se Jómei oženil se svojí nevlastní sestrou, princeznou Hašihito Anahobe (穴穂部間人皇女, Anahobe no Hašihito no Himemiko), jež byla další z dcer Inameho Sogy, a měl s ní čtyři syny.
Císař Jómei zemřel ve věku 46 nebo 47 let. Jeho vláda trvala pouhé dva roky. Ve 4. měsíci roku 587 Jómei zemřel a jeho tělo bylo uloženo do rakve. Císař však nebyl pohřben. V 5. měsíci se rozhořel ozbrojený konflikt o nástupnictví. Antibuddhistické šintoistické síly Moriji Mononobeho bojovaly neúspěšně proti probuddhistickým silám prince Šótokua a Umaka Sogy. Odpůrci buddhismu byli poraženi. V 7. měsíci byl bývalý císař konečně pohřben.
Vzhledem ke krátkému období, po které císař vládl, není spojován s žádnými radikálními politickými změnami. Jeho podpora buddhismu však vyvolala napětí mezi buddhisty a příznivci šintoismu, kteří se snažili bránit šíření tohoto nového náboženství. Podle kroniky Nihonšoki uznával císař Jómei jak buddhismus, tak šintoismus. Nejvlivnější stoupenec šintoismu Morija Mononobe se spřáhl s Jómeiovým bratrem princem Anahobem a po císařově smrti se neúspěšně pokusili zmocnit trůnu. Tento incident spolu s krátkostí Jómeiovy vlády vedl některé badatele ke spekulacím, že císařovu smrt nezavinila nemoc, jak se všeobecně soudí, ale že byl ve skutečnosti zavražděn. Morijou Mononobem a princem Anahobem.

## Rodina
Jómei měl tři manželky, s nimiž zplodil 7 dětí, 6 synů a 1 dceru.